# マダガスカルの銀行の一覧
マダガスカルの銀行の一覧
- アクセス銀行 (Access Bank)
- アフリカ銀行 (Bank of Africa)
- マダガスカル産業商業銀行 (Banque Industrielle et Commerciale de Madagascar (BICM))
- マダガスカルインド洋銀行 (Banque Malgache de L’ocean Indien (BMOI))
- BFVソシエテ・ジェネラル (BFV-Société Générale (BFV-SG))
- ユニオン商業銀行 (Union Commercial Bank)
- マダガスカル国立投資銀行 (Banque Nationale d'Investissement (BNI)) 元、クレディ・アグリコル傘下であったが、2014年からインド洋フィナンシャル・ホールディングスが大株主になった。
- モーリシャス商業銀行 (Mauritius Commercial Bank (MCB))
- ユニオン商業銀行 (Union Commercial Bank)
- モーリシャス国立銀行 (State Bank of MAURITIUS (SBM))